# Concert per a piano núm. 11 (Mozart)
El Concert per a piano núm. 11 en fa major, K. 413 (387a en la sisena edició del catàleg Köchel), va ser el segon d'una sèrie de tres concerts que va compondre Wolfgang Amadeus Mozart poc temps després d'establir-se a Viena, la tardor de 1782. D'acord amb l'última edició del catàleg Köchel, el Concert per a piano núm. 12, K. 414, fou escrit en primer lloc. El Concert núm. 11 va ser el primer concert complet que va compondre per als concerts per subscripció que oferia a la ciutat. La partitura autògrafa es conserva en l'actualitat a la biblioteca de la Universitat Jagellònica de Cracòvia amb una còpia addicional, en aquest cas incompleta, que Mozart va portar a Salzburg l'any 1783, conservada a la biblioteca de l'Abadia de Sant Pere a Salzburg.

## Estructura
El concert consta dels habituals tres moviments:
- Allegro, en 3/4
- Larghetto, en 4/4 (en si♭ major)
- Tempo di Menuetto, en 3/4

Està escrit per a dos oboès, dos fagots (només en el segon moviment), dues trompes i corda. Els vents i metalls no tenen un paper important al llarg del concert i el mateix Mozart va anunciar una versió "a quattro", que és per a quartet de corda i piano sol, probablement per a ús domèstic. Les indicacions de compàs són una mica inusuals: Mozart només va escriure dos concerts en els que primer moviment estigués en compàs de 3/4 (el Concert núm. 14, K. 449, i el Concert núm. 24, K. 491).
En el primer moviment, Mozart modula definitivament a la tonalitat dominant, do major, tot introduint el segon subjecte en el preludi retornant finalment a la tonalitat de fa major vuit compassos més tard; aquest és un esquema també emprat en el seu Concert per a piano núm. 14. El segon moviment està compost en temps binari, però presenta poques característiques destacables. El tercer moviment, d'altra banda, és inusual tant en la seva forma de minuet, com en la variació que Mozart fa de l'estructura normal del rondó.